# فيلوفي دي أونيار
بلدية فيلوفي دي أونيار (بالإسبانية: Viloví de Oñar) هي بلدية تقع في مقاطعة جرندة التابعة لمنطقة كتالونيا شمال شرق إسبانيا.

## الديموغرافيا
بلغ عدد سكان بلدية فيلوفي دي أونيار 3.031 نسمة عام 2011 (وفقاً للمعهد الوطني الإسباني للإحصاء).
| 2.141 | 2.182 | 2.328 | 2.664 | 2.756 | 2.956 | 3.031 |

## أعلام
- خوردي مونتاداس